# 쓰루미이치바역
쓰루미이치바역(일본어: 鶴見市場駅、つるみいちばえき)(영어: Tsurumi-ichiba Station)은 요코하마시 쓰루미구에 있는 철도역이다.

## 타는 곳
| 1 | ■ 게이큐 본선 | 요코하마·미우라카이간 방면       |
| 2 | ■ 게이큐 본선 | 하네다 공항 방면 / 시나가와 방면 |

## 역세권 정보
- 국도 제15호선
- 쓰루미 시장 우체국
- 쓰루미 천
- 이치바 소학교, 이치바 중학교

## 화랑

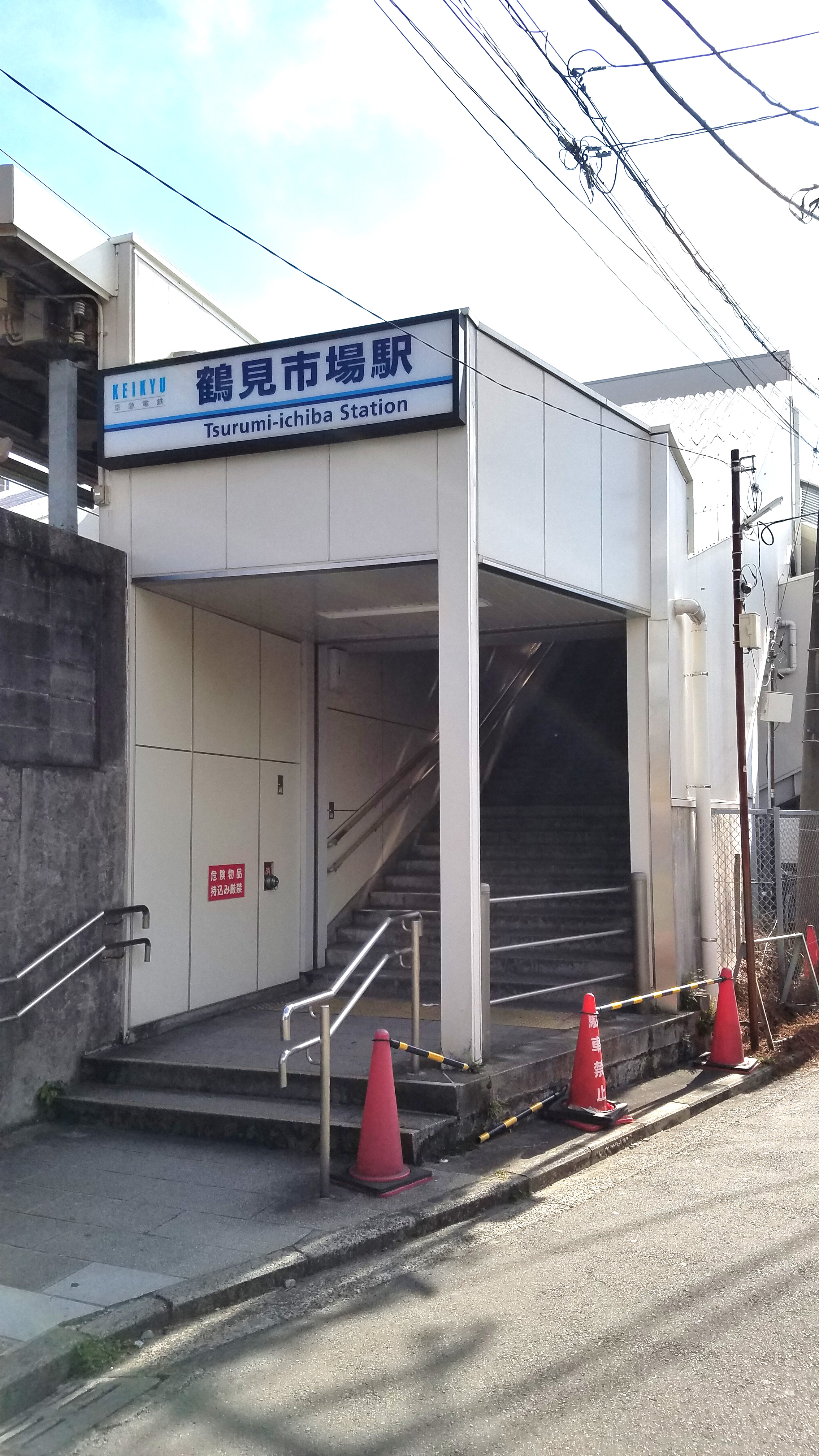
서쪽 출입구(2022년 3월)
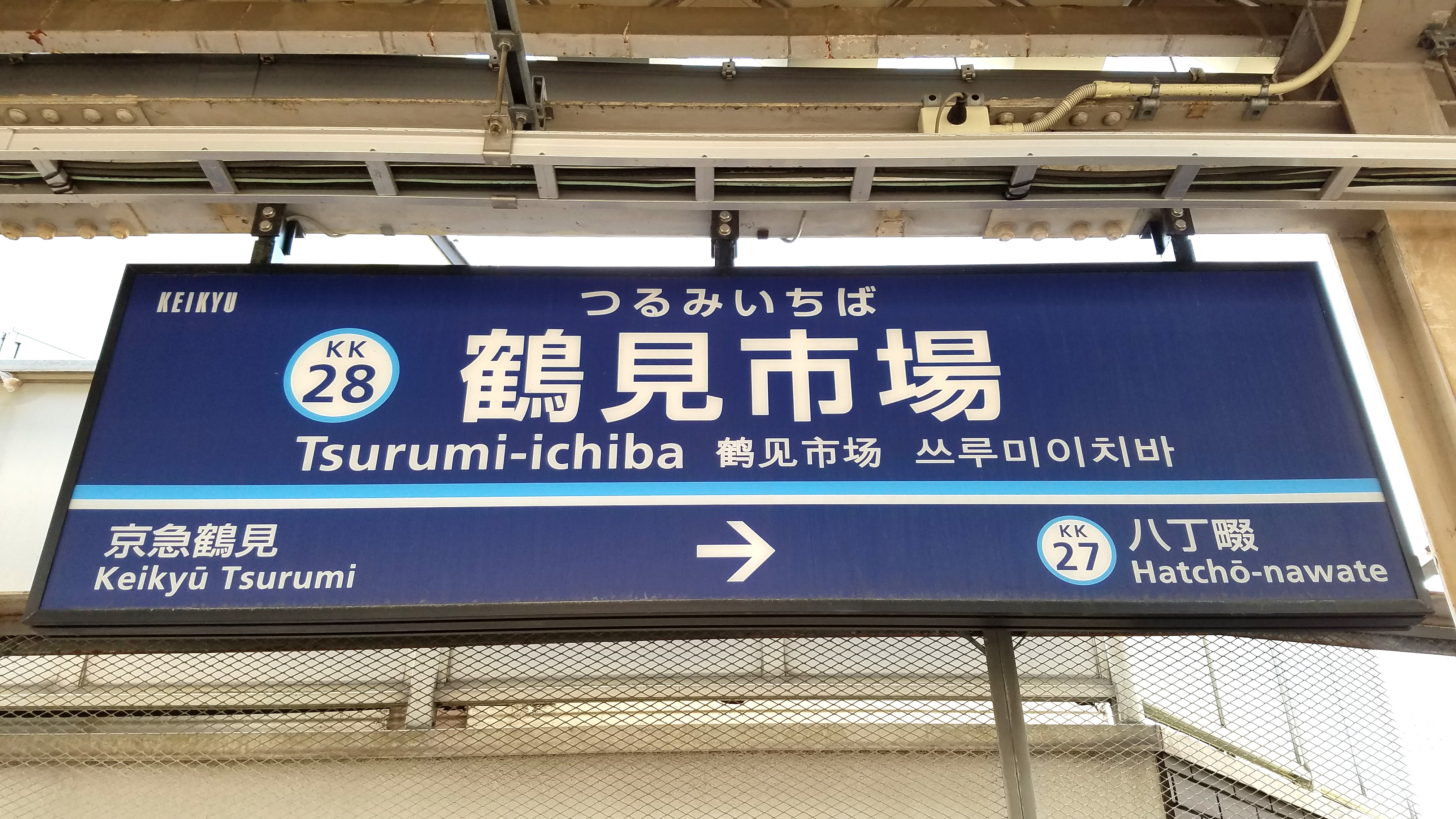
역명판(2022년 3월)

## 역사
- 1905년 12월 24일: 이치바역으로 영업 개시.
- 1927년 4월: 쓰루미이치바역으로 역명 변경.
- 1968년 6월 15일: 평일 아침 시간에 한정해, 상행 급행 열차의 임시정차 개시.
- 1983년 4월: 교상역사가 되고, 동시에 승강장 유효장을 8량편성으로 연장.
- 1999년 7월 31일: 급행의 임시정차가 없어진다.

## 인접역
| 게이힌 급행 전철 본선         | 게이힌 급행 전철 본선 | 게이힌 급행 전철 본선          |
| ----------------------------- | --------------------- | ------------------------------ |
| KK27 핫초나와테 시나가와 방면 | ■ 보통                | KK29 게이큐 쓰루미 우라가 방면 |